# Dackenheim
Dackenheim é um município da Alemanha localizado no distrito (Kreis ou Landkreis) de Bad Dürkheim, na associação municipal de Verbandsgemeinde Freinsheim, no estado da Renânia-Palatinado.